# ایگور تودور
ایگور تودور (کرواتی: Igor Tudor؛ زادهٔ ۱۶ آوریل ۱۹۷۸ بازیکن پیشین و سرمربی کنونی فوتبال اهل کرواسی است. او هم اکنون هدایت باشگاه فوتبال یوونتوس را برعهده دارد.
وی همچنین در تیم ملی کرواسی بازی کرده‌است.

## عملکرد
ایگور تودور (متولد 16 آوریل 1978) یک مربی فوتبال حرفه ای کرواسی و بازیکن سابق است که آخرین بار سرمربی سری آ باشگاه لاتزیو بود.
تودور که قادر به بازی به عنوان مدافع یا هافبک تدافعی بود، بیشتر دوران بازی خود را در یوونتوس گذراند و در آن مدت چندین جام را به دست آورد. او بخشی از تیم ملی کرواسی در یوفا یورو 2004، جام جهانی 2006 و 1998 بود، اما جام جهانی 2002 را به دلیل مصدومیت از دست داد.. تودور در 22 ژوئیه 2008 در سن 30 سالگی بازنشستگی خود را پس از ظاهر شدن مجدد مشکلات مچ پای راست اعلام کرد. او آخرین فصل خود را در باشگاه جوانان خود، هادوک اسپلیت گذراند.

## عملکرد مربیگری
تودور به عنوان سرمربی، از سال 2013 تا 2015 هدایت هادوک را برعهده گرفت و در فصل 2015–2016، هشت ماه را با پائوک گذراند.
در ترکیه، او کارابوک اسپور را از سال 2016 تا 2017 و گالاتاسرای را در سال 2017 هدایت کرد. 
از آوریل تا ژوئن 2018، تودور هدایت تیم سری آ اودینزه را بر عهده داشت و در آن زمان، باشگاه را از سقوط به سری B نجات داد. 
در ژانویه 2020، آندره آ پیرلو از تودور دعوت کرد تا در آگوست 2020 به کادر مربیگری او در یوونتوس بپیوندد که پیشنهاد تودور پذیرفته شد. 
او در سال 2022 سرمربی مارسی شد.در 1 ژوئن 2023، تودور اعلام کرد که قرار است راه خود را با باشگاه فرانسوی در پایان فصل جدا کند، وی با المپیک مارسی مقام سومی را در لیگ 1 فرانسه کسب کرده بود،
در مارس 2024 به سری آ بازگشت و به عنوان سرمربی لاتزیو منصوب شد.میانگین برد های وی در تیم لاتزیو 54.55% بود. او پس از پایان فصل 2023–24 از سمت خود استعفا داد.